# 黑面
黑面（1964年10月22日—），本名林郁順（烏面，臺羅：Oo-bīn），台灣本土劇男演員，出生於臺東縣綠島鄉。以在三立電視台台灣阿誠及台灣霹靂火演出黑面及黑雞角色打開知名度。

## 生平
出生於台東綠島，就讀於綠島國小、綠島國中，國立花蓮高工電子科，家中總共有四兄弟。父母靠捕魚、種田來維持家庭生計，兩老都希望黑面長大了別做這些粗活。因為早年生活困苦，故學會許多技能，畢業後於大同公司修理電視，但因擅長唱歌，曾奪得高雄盃歌唱比賽初賽第三名。他因嚮往演藝工作，故開始往演藝圈發展，目前不但活躍於電視圈，並於全台各地主持大型活動晚會，非常受到中南部觀眾的喜愛，亦常到監獄義演。

## 電視劇
| 年份   | 頻道             | 劇名                        | 飾演          |
| ------ | ---------------- | --------------------------- | ------------- |
| 1999年 | 民視             | 《親戚不計較》              | 黑面          |
| 2000年 | 民視             | 《飛龍在天》                | 妥當          |
| 2009年 | 民視             | 《夜市人生》                | 鐵腕          |
| 2000年 | 華視             | 《懷玉公主》                | 小乙子        |
| 2000年 | 華視             | 《觀世音》                  | 英俊          |
| 2000年 | 三立台灣台       | 《鳥来伯與十三姨》          | 陳大砲(里長)  |
| 2001年 | 三立台灣台       | 《台湾阿誠》                | 蔡向榮 (黑面) |
| 2002年 | 三立台灣台       | 《台湾霹雳火》              | 王偉基 (黑雞) |
| 2003年 | 三立台灣台       | 《戲說台灣-城隍媽》         | 阿八          |
| 2003年 | 三立台灣台       | 《戲說台灣-豬哥神》         | 豬八戒        |
| 2004年 | 三立台灣台       | 《戲說台灣-大腳仙林》       | 許父          |
| 2004年 | 三立台灣台       | 《戲說台灣-財神金孔雀》     | 琴發財        |
| 2004年 | 三立台灣台       | 《戲說台湾-鹿港送肉粽》     | 阿土          |
| 2004年 | 三立台灣台       | 《台湾龍捲風》              | 阿宏          |
| 2005年 | 三立台灣台       | 《戲說台灣-火燒島觀音淚》   | 贊成          |
| 2006年 | 三立台灣台       | 《戲說台灣-鱸鰻元帥》       | 虎彪          |
| 2006年 | 三立台灣台       | 《戲說台灣-鹿港榜牌爺》     | 榜牌爺        |
| 2006年 | 三立台灣台       | 《戲說台湾-白猴王》         | 洪火土        |
| 2006年 | 三立台灣台       | 《戲說台灣-水雞變親家》     | 青蛙神        |
| 2008年 | 三立台灣台       | 《戲說台灣-蹺腳仔收陳守娘》 | 黑面          |
| 2008年 | 三立台灣台       | 《真情满天下》              | 紅蟳          |
| 2008年 | 三立台灣台       | 《戲說台灣-錢鼠咬金瓜》     | 黑面          |
| 2009年 | 台視、三立都會台 | 《敗犬女王》                | 金項鍊        |
| 2009年 | 台視、三立都會台 | 《福氣又安康》              | 汪豪勇        |
| 2010年 | 三立台灣台       | 《家和萬事興》              | 黑面          |
| 2013年 | 三立台灣台       | 《天下女人心》              | 馬沙          |
| 2014年 | 三立台灣台       | 《阿母》                    | 昌哥          |
| 2015年 | 三立台灣台       | 《世間情》                  | 灰熊          |
| 2019年 | 三立台灣台       | 《天之蕉子》                | 黑哥          |

## 電影
| 年份   | 片名             | 飾演       |
| ------ | ---------------- | ---------- |
| 2010年 | 《眼淚》         | 工頭       |
| 2010年 | 《當愛來的時候》 | 黑面       |
| 2015年 | 《鐵獅玉鈴瓏》   | 黑道老大   |
| 2016年 | 《人生按個讚》   | 黑面       |
| 2016年 | 《大尾鱸鰻2》    | 魷魚店老闆 |

## 廣告
- 黃金蜆
- 纖姿湯
- 快樂精靈
- 牛樟芝
- 蔬菜湯
- 鱉精
- MACA壯陽藥品
- 養力寶

## 唱片
- 2000年 無情的人專輯
- 2000年 黑面爆笑專輯
- 2012年與施文彬合唱-歌名：黑面
- 2014年與阿茹合唱-歌名：南部妹東部兄
- 2017年黑面：感謝有你：個人專輯：黑面練笑話雙CD專輯
- 2018年蔡小虎專輯：合唱康康俱樂部

## 外部連結
- 黑面藝人粉絲團的Facebook專頁（繁體中文）
- 黑面的Instagram帳戶
- 黑面在互联网电影资料库（IMDb）上的資料（英文）
- 黑面在香港影庫上的簡介